# Ta’ Sannat
Ta’ Sannat (engelska: Sannat) är en ort och kommun i republiken Malta. Den ligger på ön Gozo i den nordvästra delen av landet, 27 kilometer nordväst om huvudstaden Valletta. 